# Новожилов, Владимир Константинович
Владимир Константинович Новожилов (10 июля 1930, Раменское, Московская область — 6 декабря 2001) — советский хоккеист, нападающий, трёхкратный чемпион СССР, мастер спорта СССР (1954).

## Биография
Владимир Новожилов начал играть в хоккей с мячом в 1944 году в московской детской команде общества «Спартак», с 1946 года играл за команду «Красное Знамя», а в 1947—1948 годах — за московский клуб «Трудовые резервы».
С 1948 года Владимир Новожилов стал играть в хоккей с шайбой. В 1948—1950 годах он выступал за команду «Спартак» (Москва), забросив 8 шайб в 35 матчах. В 1950—1953 годах он играл за хоккейный клуб ВВС МВО (Москва), забросив 32 шайбы в 52 матчах. В составе ВВС МВО Владимир Новожилов три раза становился чемпионом СССР. После расформирования клуба ВВС МВО в сезоне 1953—1954 годов выступал за ЦДСА (Москва), забросив один гол в 10 матчах и завоевав серебряные медали чемпионата СССР.
В 1954—1961 годах выступал за команду «Динамо» (Москва), забросив 78 шайб в 164 матчах чемпионата СССР (по другим данным — 74 шайбы в 158 матчах). За это время в составе своей команды два раза становился серебряным призёром и четыре раза — бронзовым призёром чемпионата СССР. Его партнёрами по тройке нападения в разные годы были Борис Петелин, Александр Солдатенков, Станислав Петухов и Валентин Чистов.
В 1961—1963 годах Новожилов выступал за команду СКА (Куйбышев), забросив 5 шайб в 75 матчах чемпионата СССР.
После окончания игровой карьеры работал инструктором физкультуры войсковой части.
Скончался 6 декабря 2001 года.

## Достижения
- Чемпион СССР по хоккею — 1951, 1952, 1953[3].
- Серебряный призёр чемпионата СССР — 1954, 1959, 1960[1][3].
- Бронзовый призёр чемпионата СССР — 1955, 1956, 1957, 1958[1][3].
- Обладатель Кубка СССР — 1952[3].
- Финалист Кубка СССР — 1951, 1955, 1956[3].
- Чемпион зимней Спартакиады народов РСФСР — 1958[3].